# Кубок Америки по футболу 2019
Кубок Америки по футболу 2019 года — 46-й розыгрыш главного мужского футбольного турнира среди южноамериканских команд, организуемого КОНМЕБОЛ, который проходил с 14 июня по 7 июля 2019 в Бразилии (в последний раз принимала турнир в 1989 году).
Победителем этого турнира стала сборная Бразилии.
В апреле 2017 КОНМЕБОЛ принял решение увеличить число команд-участников до 16 путём приглашения сборных из других конфедераций, а не только из КОНКАКАФ. Но в итоге, 4 мая 2018 было объявлено, что в турнире как обычно будут участвовать 12 сборных (в том числе приглашённые сборные Катара и Японии). Интересен тот факт, что 1 февраля 2019 года в финале Кубка Азии по футболу сошлись именно эти две приглашённые сборные.
После участия в 10 розыгрышах подряд, с 1993 по 2016 годы, в турнире не принимала участия сборная Мексики.

## История
Несмотря на изначальное желание КОНМЕБОЛ провести Кубок Америки в Бразилии ещё в 2015 году, её руководство решило выбрать в качестве хозяйки другую страну ввиду «загруженности» (так как Бразилия и без того приняла у себя три крупных международных спортивных мероприятия подряд — это Кубок конфедераций 2013, Чемпионат мира по футболу 2014 и Летние Олимпийские игры 2016). Тогдашний президент КОНМЕБОЛ Николас Леос даже выступил с предложением перенести розыгрыш финального турнира в Мексику (состоит в членстве КОНКАКАФ). К тому же, президент Боливии Эво Моралес и глава Федерации футбола Боливии Карлос Чавес к этому времени также выразили заинтересованность в проведении Кубка Америки на территории их страны. Впоследствии Бразилия и Чили решили обменяться своими квотами на проведение турнира в 2015 и 2019 годах.

## Организация турнира

### Стадионы
14 июня 2018 КОНМЕБОЛ и Бразильская конфедерация футбола огласили окончательный список из 6 стадионов, где будут проводиться матчи.
17 сентября местом проведения матча открытия был выбран стадион «Морумби», а финал состоялся на легендарной «Маракане».
| Маракана            | Морумби             | Арена Коринтианс    |
| Вместимость: 74 738 | Вместимость: 67 428 | Вместимость: 47 252 |
|                     |                     |                     |
| Белу-Оризонти       | Порту-Алегри        | Салвадор            |
| Минейран            | Арена ду Гремио     | Фонте-Нова          |
| Вместимость: 58 170 | Вместимость: 55 662 | Вместимость: 51 900 |
|                     |                     |                     |

### Формат
Турнир делится на следующие раунды: первый — групповой этап, второй — четвертьфиналы, третий — полуфиналы, и последний — финал.
На групповом этапе команды поделены на три группы. Матчи разыгрываются по системе «все против всех», по итогам каждого тура командам присуждается определённое количество очков:
- 3 — за победу
- 1 — за ничью
- 0 — за поражение.

В случае, если две и более команды набирают одинаковое количество очков, они классифицируются по следующим критериям:
- Разница мячей во всех групповых матчах
- Количество забитых голов во всех групповых матчах
- Результат очных встреч (далее — разница мячей и забитые голы).

Если даже после этого необходимо выявить победителя между двумя командами в случае ничьей по всем критериям, то для этого будет разыгрываться серия пенальти.
Победители групп, занявшие первые и вторые места, а также две лучшие сборные, занявшие третьи места выходят в четвертьфинал. На данном этапе победитель группы А сыграет против третьей команды из группы В или С, в то время как победитель группы С — с третьей командой группы А или В.
Если в основное время четвертьфинального матча победитель не будет определён, сразу назначается серия послематчевых пенальти, без дополнительного времени.
Если в основное время полуфинального, финального или матча за третье место не будет определён победитель, то сначала назначаются два дополнительных тайма по 15 минут, а если и в дополнительное время победитель не будет определён — серия послематчевых пенальти.
Все матчи проходят в соответствии с графиком турнира.

## Участники

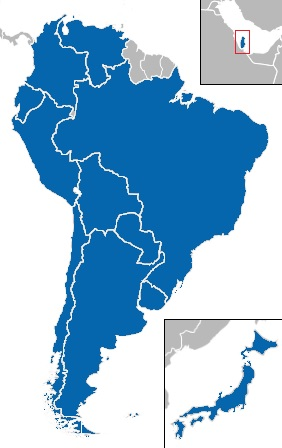
Команды-участники Кубка Америки 2019 (10+2)

В турнире примут участие все 10 сборных КОНМЕБОЛ и ещё 2 приглашённые команды из АФК.
- Аргентина
- Боливия
- Бразилия (Х)
- Венесуэла
- Катар (П)
- Колумбия
- Парагвай
- Перу
- Уругвай
- Чили (Ч)
- Эквадор
- Япония (П)

(Х) Хозяева; (Ч) Действующий чемпион; (П) Приглашённые команды.

### Жеребьёвка
Жеребьёвка состоялась 24 января 2019 года в Центре искусств Рио-де-Жанейро. Все 12 сборных поделены на 4 корзины в зависимости от их места в рейтинге ФИФА за декабрь 2018.
| Корзина 1                               | Корзина 2                         | Корзина 3                                | Корзина 4                            |
| --------------------------------------- | --------------------------------- | ---------------------------------------- | ------------------------------------ |
| Бразилия (3) Уругвай (7) Аргентина (11) | Колумбия (12) Чили (13) Перу (20) | Венесуэла (31) Парагвай (32) Япония (50) | Эквадор (57) Боливия (59) Катар (93) |

## Судьи
| Патрисио Лоустау Нестор Питана Фернандо Рапаллини Хери Варгас Андерсон Даронку Рафаэл Клаус Вилтон Сампайо Хесус Валенсуэла Алексис Эррера Николас Галльо Вильмар Рольдан Андрес Рохас | Марио Диас Арнальдо Саманьего Диего Аро Виктор Каррильо Леодан Гонсалес Эстебан Остохич Хулио Баскуньян Пьеро Маса Роберто Тобар Карлос Орбе Родди Самбрано |

## Групповой этап

### Группа A
| Поз | Команда      | И | В | Н | П | МЗ | МП | РМ | О | Квалификация     |
| --- | ------------ | - | - | - | - | -- | -- | -- | - | ---------------- |
| 1   | Бразилия (Х) | 3 | 2 | 1 | 0 | 8  | 0  | +8 | 7 | Выход в плей-офф |
| 2   | Венесуэла    | 3 | 1 | 2 | 0 | 3  | 1  | +2 | 5 | Выход в плей-офф |
| 3   | Перу         | 3 | 1 | 1 | 1 | 3  | 6  | −3 | 4 | Выход в плей-офф |
| 4   | Боливия      | 3 | 0 | 0 | 3 | 2  | 9  | −7 | 0 |                  |

| Бразилия                               | 3:0     | Боливия |
| -------------------------------------- | ------- | ------- |
| Коутиньо 50′ (пен.), 53′ · Эвертон 85′ | (отчёт) |         |

| Венесуэла | 0:0     | Перу |
| --------- | ------- | ---- |
|           | (отчёт) |      |

| Боливия           | 1:3     | Перу                                    |
| ----------------- | ------- | --------------------------------------- |
| Морено 28′ (пен.) | (отчёт) | Герреро 45′ · Фарфан 55′ · Флорес 90+6′ |

| Бразилия | 0:0     | Венесуэла |
| -------- | ------- | --------- |
|          | (отчёт) |           |

| Перу | 0:5     | Бразилия                                                           |
| ---- | ------- | ------------------------------------------------------------------ |
|      | (отчёт) | Каземиро 11′ · Фирмино 18′ · Эвертон 31′ · Алвес 53′ · Виллиан 90′ |

| Боливия        | 1:3     | Венесуэла                    |
| -------------- | ------- | ---------------------------- |
| Хустиниано 82′ | (отчёт) | Мачис 1′, 54′ · Мартинес 86′ |

### Группа B
| Поз | Команда   | И | В | Н | П | МЗ | МП | РМ | О | Квалификация     |
| --- | --------- | - | - | - | - | -- | -- | -- | - | ---------------- |
| 1   | Колумбия  | 3 | 3 | 0 | 0 | 4  | 0  | +4 | 9 | Выход в плей-офф |
| 2   | Аргентина | 3 | 1 | 1 | 1 | 3  | 3  | 0  | 4 | Выход в плей-офф |
| 3   | Парагвай  | 3 | 0 | 2 | 1 | 3  | 4  | −1 | 2 | Выход в плей-офф |
| 4   | Катар     | 3 | 0 | 1 | 2 | 2  | 5  | −3 | 1 |                  |

| Аргентина | 0:2     | Колумбия                  |
| --------- | ------- | ------------------------- |
|           | (отчёт) | Мартинес 71′ · Сапата 86′ |

| Парагвай                         | 2:2     | Катар                         |
| -------------------------------- | ------- | ----------------------------- |
| Кардосо 4′ (пен.) · Гонсалес 56′ | (отчёт) | Али 68′ · Р. Рохас 77′ (авт.) |

| Колумбия   | 1:0     | Катар |
| ---------- | ------- | ----- |
| Сапата 86′ | (отчёт) |       |

| Аргентина        | 1:1     | Парагвай      |
| ---------------- | ------- | ------------- |
| Месси 57′ (пен.) | (отчёт) | Р. Санчес 37′ |

| Катар | 0:2     | Аргентина                |
| ----- | ------- | ------------------------ |
|       | (отчёт) | Мартинес 4′ · Агуэро 82′ |

| Колумбия    | 1:0     | Парагвай |
| ----------- | ------- | -------- |
| Куэльяр 31′ | (отчёт) |          |

### Группа C
| Поз | Команда | И | В | Н | П | МЗ | МП | РМ | О | Квалификация     |
| --- | ------- | - | - | - | - | -- | -- | -- | - | ---------------- |
| 1   | Уругвай | 3 | 2 | 1 | 0 | 7  | 2  | +5 | 7 | Выход в плей-офф |
| 2   | Чили    | 3 | 2 | 0 | 1 | 6  | 2  | +4 | 6 | Выход в плей-офф |
| 3   | Япония  | 3 | 0 | 2 | 1 | 3  | 7  | −4 | 2 |                  |
| 4   | Эквадор | 3 | 0 | 1 | 2 | 2  | 7  | −5 | 1 |                  |

| Уругвай                                                | 4:0     | Эквадор |
| ------------------------------------------------------ | ------- | ------- |
| Лодейро 6′ · Кавани 33′ · Суарес 44′ · Мина 78′ (авт.) | (отчёт) |         |

| Япония | 0:4     | Чили                                       |
| ------ | ------- | ------------------------------------------ |
|        | (отчёт) | Пульгар 41′ · Варгас 54′, 83′ · Санчес 82′ |

| Уругвай                         | 2:2     | Япония         |
| ------------------------------- | ------- | -------------- |
| Суарес 32′ (пен.) · Хименес 65′ | (отчёт) | Миёси 25′, 59′ |

| Эквадор             | 1:2     | Чили                       |
| ------------------- | ------- | -------------------------- |
| Валенсия 26′ (пен.) | (отчёт) | Фуэнсалида 8′ · Санчес 51′ |

| Чили | 0:1     | Уругвай    |
| ---- | ------- | ---------- |
|      | (отчёт) | Кавани 82′ |

| Эквадор  | 1:1     | Япония        |
| -------- | ------- | ------------- |
| Мена 35′ | (отчёт) | Накадзима 15′ |

### Сравнение команд, занявших третьи места
| Поз | Гр. | Команда  | И | В | Н | П | МЗ | МП | РМ | О | Квалификация     |
| --- | --- | -------- | - | - | - | - | -- | -- | -- | - | ---------------- |
| 1   | A   | Перу     | 3 | 1 | 1 | 1 | 3  | 6  | −3 | 4 | Выход в плей-офф |
| 2   | B   | Парагвай | 3 | 0 | 2 | 1 | 3  | 4  | −1 | 2 | Выход в плей-офф |
| 3   | C   | Япония   | 3 | 0 | 2 | 1 | 3  | 7  | −4 | 2 |                  |

## Сетка
|  | Четвертьфиналы                         | Четвертьфиналы        |                                       |       | Полуфиналы        | Полуфиналы        |  |  | Финал | Финал |
|  |                                        |                       |                                       |       |                   |                   |  |  |       |       |
|  | 27 июня — Порту-Алегри                 |                       |                                       |       |                   |                   |  |  |       |       |
|  |                                        |                       |                                       |       |                   |                   |  |  |       |       |
|  | Бразилия (пен.)                        | 0 (4)                 |                                       |       |                   |                   |  |  |       |       |
|  | Бразилия (пен.)                        | 0 (4)                 | 2 июля — Белу-Оризонти                |       |                   |                   |  |  |       |       |
|  | Парагвай                               | 0 (3)                 |                                       |       |                   |                   |  |  |       |       |
|  | Парагвай                               | 0 (3)                 | Бразилия                              | 2     |                   |                   |  |  |       |       |
|  | 28 июня — Рио-де-Жанейро               |                       | Бразилия                              | 2     |                   |                   |  |  |       |       |
|  |                                        | Аргентина             | 0                                     |       |                   |                   |  |  |       |       |
|  | Венесуэла                              | Аргентина             | 0                                     | 0     |                   |                   |  |  |       |       |
|  | Венесуэла                              |                       | 7 июля — Рио-де-Жанейро               | 0     |                   |                   |  |  |       |       |
|  | Аргентина                              | 2                     |                                       |       |                   |                   |  |  |       |       |
|  | Аргентина                              | 2                     | Бразилия                              | 3     |                   |                   |  |  |       |       |
|  | 28 июня — Сан-Паулу (Арена Коринтианс) |                       | Бразилия                              | 3     |                   |                   |  |  |       |       |
|  |                                        | Перу                  | 1                                     |       |                   |                   |  |  |       |       |
|  | Колумбия                               | Перу                  | 1                                     | 0 (4) |                   |                   |  |  |       |       |
|  | Колумбия                               | 3 июля — Порту-Алегри |                                       | 0 (4) |                   |                   |  |  |       |       |
|  | Чили (пен.)                            | 0 (5)                 |                                       |       |                   |                   |  |  |       |       |
|  | Чили (пен.)                            | 0 (5)                 | Чили                                  | 0     |                   |                   |  |  |       |       |
|  | 29 июня — Салвадор                     |                       | Чили                                  | 0     |                   |                   |  |  |       |       |
|  |                                        | Перу                  | 3                                     |       | Матч за 3-е место | Матч за 3-е место |  |  |       |       |
|  | Уругвай                                | Перу                  | 3                                     | 0 (4) | Матч за 3-е место | Матч за 3-е место |  |  |       |       |
|  | Уругвай                                |                       | 6 июля — Сан-Паулу (Арена Коринтианс) | 0 (4) |                   |                   |  |  |       |       |
|  | Перу (пен.)                            | 0 (5)                 |                                       |       |                   |                   |  |  |       |       |
|  | Перу (пен.)                            | 0 (5)                 | Аргентина                             | 2     |                   |                   |  |  |       |       |
|  |                                        |                       |                                       |       |                   |                   |  |  |       |       |
|  | Чили                                   | 1                     |                                       |       |                   |                   |  |  |       |       |
|  | Чили                                   | 1                     |                                       |       |                   |                   |  |  |       |       |

### Четвертьфиналы
| Бразилия                                         | 0:0 (доп. вр.) | Парагвай                                      |
| ------------------------------------------------ | -------------- | --------------------------------------------- |
|                                                  | (отчёт)        |                                               |
| Пенальти                                         |                |                                               |
| Виллиан · Маркиньос · Коутиньо · Фирмино · Жезус | 4:3            | Гомес · Альмирон · Вальдес · Рохас · Гонсалес |

| Венесуэла | 0:2     | Аргентина                    |
| --------- | ------- | ---------------------------- |
|           | (отчёт) | Мартинес 10′ · Ло Чельсо 74′ |

| Колумбия                                       | 0:0 (доп. вр.) | Чили                                         |
| ---------------------------------------------- | -------------- | -------------------------------------------- |
|                                                | (отчёт)        |                                              |
| Пенальти                                       |                |                                              |
| Родригес · Кардона · Куадрадо · Мина · Тесильо | 4:5            | Видаль · Варгас · Пульгар · Арангис · Санчес |

| Уругвай                                         | 0:0 (доп. вр.) | Перу                                           |
| ----------------------------------------------- | -------------- | ---------------------------------------------- |
|                                                 | (отчёт)        |                                                |
| Пенальти                                        |                |                                                |
| Суарес · Кавани · Стуани · Бентанкур · Торрейра | 4:5            | Герреро · Руидиас · Йотун · Адвинкула · Флорес |

### Полуфиналы
| Бразилия                | 2:0     | Аргентина |
| ----------------------- | ------- | --------- |
| Жезус 19′ · Фирмино 71′ | (отчёт) |           |

| Чили | 0:3     | Перу                                   |
| ---- | ------- | -------------------------------------- |
|      | (отчёт) | Флорес 21′ · Йотун 38′ · Герреро 90+1′ |

### Матч за 3-е место
| Аргентина               | 2:1     | Чили              |
| ----------------------- | ------- | ----------------- |
| Агуэро 12′ · Дибала 22′ | (отчёт) | Видаль 59′ (пен.) |

### Финал
| Бразилия                                          | 3:1     | Перу               |
| ------------------------------------------------- | ------- | ------------------ |
| Эвертон 15′ · Жезус 45+3′ · Ришарлисон 90′ (пен.) | (отчёт) | Герреро 44′ (пен.) |

## Чемпион
| Кубок Америки по футболу 2019 |
| Бразилия Девятый титул        |

## Бомбардиры
3 гола
| - Эвертон | - Хосе Паоло Герреро |  |

2 гола
| - Серхио Агуэро - Лаутаро Мартинес - Габриэл Жезус - Филипе Коутиньо - Роберто Фирмино | - Дарвин Мачис - Дуван Сапата - Эдисон Флорес - Эдинсон Кавани | - Луис Суарес - Эдуардо Варгас - Алексис Санчес - Кодзи Миёси |

1 гол
| - Пауло Дибала - Джовани Ло Чельсо - Лионель Месси - Марсело Морено - Леонель Хустиниано - Дани Алвес - Виллиан - Каземиро - Ришарлисон | - Хосеф Мартинес - Алмоез Али - Роджер Мартинес - Густаво Куэльяр - Дерлис Гонсалес - Оскар Кардосо - Ричард Санчес - Йосимар Йотун - Джефферсон Фарфан | - Николас Лодейро - Хосе Мария Хименес - Артуро Видаль - Эрик Пульгар - Хосе Педро Фуэнсалида - Эннер Валенсия - Анхель Мена - Сёя Накадзима |

Автоголы
- Родриго Рохас (за Катар)
- Артуро Мина (за Уругвай)

## Лучшие игроки матчей
После каждого матча выбирается игрок, проявивший себя лучше остальных в этом поединке. Лучший игрок определяется голосованием на сайте турнира. Официально приз называется «Игрок матча Brahma».
| Групповой этап — Тур 1 | Групповой этап — Тур 1 | Групповой этап — Тур 2 | Групповой этап — Тур 2 | Групповой этап — Тур 3 | Групповой этап — Тур 3 | Плей-офф         | Плей-офф |
| Игрок                  | Матч                   | Игрок                  | Матч                   | Игрок                  | Матч                   | Игрок            | Матч     |
| ---------------------- | ---------------------- | ---------------------- | ---------------------- | ---------------------- | ---------------------- | ---------------- | -------- |
| Фелипе Коутиньо        | 3:0                    | Хосе Паоло Герреро     | 1:3                    | Эвертон                | 0:5                    | Гатито Фернандес | 0:0      |
| Хосе Паоло Герреро     | 0:0                    | Фелипе Коутиньо        | 0:0                    | Дарвин Мачис           | 1:3                    | Лаутаро Мартинес | 0:2      |
| Роджер Мартинес        | 0:2                    | Хамес Родригес         | 1:0                    | Лионель Месси          | 0:2                    | Артуро Видаль    | 0:0      |
| Гатито Фернандес       | 2:2                    | Гатито Фернандес       | 1:1                    | Гатито Фернандес       | 1:0                    | Педро Гальесе    | 0:0      |
| Эдинсон Кавани         | 4:0                    | Кодзи Миёси            | 2:2                    | Эдинсон Кавани         | 0:1                    | Дани Алвес       | 2:0      |
| Алексис Санчес         | 0:4                    | Алексис Санчес         | 1:2                    | Сёя Накадзима          | 1:1                    | Педро Гальесе    | 0:3      |
|                        |                        |                        |                        |                        |                        | Пауло Дибала     | 2:1      |
|                        |                        |                        |                        |                        |                        | Эвертон          | 3:1      |